# Organización Deportiva Bolivariana
La Organización Deportiva Bolivariana (ODEBO) fue creada el 16 de agosto de 1938 por los comités olímpicos nacionales de Bolivia, Colombia, Ecuador, Panamá, Perú y Venezuela, a los que se sumó el de Chile en 2010.
Organiza los Juegos Bolivarianos, los Juegos Bolivarianos de Playa y los Juegos Bolivarianos de la Juventud, y es parte de la Organización Deportiva Panamericana, filial del Comité Olímpico Internacional.

## Historia
El 16 de agosto de 1938, en un acto celebrado en el Palacio de Gobierno de Cundinamarca, Bogotá, se fundó oficialmente la Organización Deportiva Bolivariana, cuya sigla es ODEBO, constituida por los Comités Olímpicos Nacionales de los países bolivarianos.
En mayo de 2010, la asamblea de la organización aprobó la inclusión de Chile como nuevo miembro. El 19 de octubre de 2010 se aceptó al Comité Olímpico de Chile como integrante.
Organiza los Juegos Bolivarianos desde 1938, el 7 de febrero de 2011 la Asamblea General de la Organización Deportiva Bolivariana instituyó los Juegos Bolivarianos de Playa cuya primera edición se desarrolló en 2012 y en el 2024 realiza los Juegos Bolivarianos de la Juventud.

## Miembros
La ODEBO cuenta con la afiliación de 7 comités olímpicos nacionales de América.
| N.º | País      | Código | Nombre                      | Página web                                                                                        |
| --- | --------- | ------ | --------------------------- | ------------------------------------------------------------------------------------------------- |
| 1   | Bolivia   | BOL    | Comité Olímpico Boliviano   |                                                                                                   |
| 2   | Chile *   | CHI    | Comité Olímpico de Chile    | Desde 2010                                                                                        |
| 3   | Colombia  | COL    | Comité Olímpico Colombiano  |                                                                                                   |
| 4   | Ecuador   | ECU    | Comité Olímpico Ecuatoriano |                                                                                                   |
| 5   | Panamá    | PAN    | Comité Olímpico de Panamá   |                                                                                                   |
| 6   | Perú      | PER    | Comité Olímpico Peruano     | (enlace roto disponible en Internet Archive; véase el historial, la primera versión y la última). |
| 7   | Venezuela | VEN    | Comité Olímpico Venezolano  |                                                                                                   |

* Chile es el único país miembro de la ODEBO que no fue liberado por Simón Bolívar.

## Presidentes
La ODEBO fue presidida por Jorge Rodríguez, Jorge España, Sabino Hernández, Danilo Carrera, Fernando Romero y Baltazar Medina.